# 细竹篙草
细竹篙草（学名：Murdannia simplex）是鸭跖草科水竹叶属的植物。分布在印度尼西亚、印度、非洲以及中国大陆的广西、云南、香港、海南、广东、四川等地，生长于海拔530米至2,700米的地区，常生长在湿润的草地、沼地、林下或水田边。
其种加词“simplex ”意为“简单、单一的”。

## 别名
书带水竹叶（广西）